# Pavel Krotov
Pavel Vadimovitsj Krotov (Russisch: Павел Вадимович Кротов) (Jaroslavl, 24 april 1992 – 25 maart 2023) was een Russische freestyleskiër. Hij vertegenwoordigde zijn vaderland op de Olympische Winterspelen 2014 (Sotsji) en op de Olympische Winterspelen 2018 (Pyeongchang).

## Carrière
Krotov maakte zijn wereldbekerdebuut in januari 2011 in Mont Gabriel, een week later scoorde hij in Lake Placid zijn eerste wereldbekerpunten. Op de wereldkampioenschappen freestyleskiën 2011 in Deer Valley eindigde de Rus op de achttiende plaats op het onderdeel aerials. Op 15 januari 2012 boekte Krotov in Mont Gabriel zijn eerste wereldbekerzege. Tijdens de Olympische Winterspelen van 2014 in Sotsji eindigde hij als tiende op het onderdeel aerials.
Op de wereldkampioenschappen freestyleskiën 2015 in Kreischberg eindigde de Rus als negentiende op het onderdeel aerials. Tijdens de Olympische Winterspelen van 2018 in Pyeongchang eindigde Krotov als vierde op het onderdeel aerials.
In Park City nam hij deel aan de wereldkampioenschappen freestyleskiën 2019. Op dit toernooi eindigde hij als vierde op het onderdeel aerials.
Krotow stierf op 30-jarige leeftijd aan de gevolgen van een hersenbloeding.

## Resultaten

### Olympische Spelen
| Jaar | Plaats      | Resultaten  |
| ---- | ----------- | ----------- |
| 2014 | Sotsji      | 10e Aerials |
| 2018 | Pyeongchang | 4e Aerials  |

### Wereldkampioenschappen
| Jaar | Plaats      | Resultaten  |
| ---- | ----------- | ----------- |
| 2011 | Deer Valley | 18e Aerials |
| 2015 | Kreischberg | 19e Aerials |
| 2019 | Park City   | 4e Aerials  |

### Wereldbeker
Eindklasseringen
| Seizoen   | Algm | AE     |
| --------- | ---- | ------ |
| 2010/2011 | 191e | 40e    |
| 2011/2012 | 32e  | 12e    |
| 2012/2013 | 313e | 48e    |
| 2013/2014 | 27e  | 8e     |
| 2014/2015 | 14e  | 5e     |
| 2015/2016 | 79e  | 22e    |
| 2017/2018 | 78e  | 16e    |
| 2018/2019 | 87e  | 17e    |
| 2019/2020 | 12e  | Zilver |

Wereldbekerzeges
| Datum            | Plaats       | Onderdeel |
| ---------------- | ------------ | --------- |
| 15 januari 2012  | Mont Gabriel | Aerials   |
| 15 februari 2020 | Moskou       | Aerials   |